# Sapphirina maculosa
Sapphirina maculosa är en kräftdjursart som beskrevs av Giesbrecht 1892. Sapphirina maculosa ingår i släktet Sapphirina och familjen Sapphirinidae. Inga underarter finns listade i Catalogue of Life.